# شطرنج الساعي
|   | a             | b               | c               | d               | e                         | f             | g              | h             | i               | j               | k               | l             |   |  |
| 8 | a8 black rook | b8 black knight | c8 black bishop | d8 black wizard | e8 black upside-down king | f8 black king | g8             | h8 black fool | i8 black wizard | j8 black bishop | k8 black knight | l8 black rook | 8 |  |
| 7 | a7            | b7 black pawn   | c7 black pawn   | d7 black pawn   | e7 black pawn             | f7 black pawn | g7             | h7 black pawn | i7 black pawn   | j7 black pawn   | k7 black pawn   | l7            | 7 |  |
| 6 | a6            | b6              | c6              | d6              | e6                        | f6            | g6 black queen | h6            | i6              | j6              | k6              | l6            | 6 |  |
| 5 | a5 black pawn | b5              | c5              | d5              | e5                        | f5            | g5 black pawn  | h5            | i5              | j5              | k5              | l5 black pawn | 5 |  |
| 4 | a4 white pawn | b4              | c4              | d4              | e4                        | f4            | g4 white pawn  | h4            | i4              | j4              | k4              | l4 white pawn | 4 |  |
| 3 | a3            | b3              | c3              | d3              | e3                        | f3            | g3 white queen | h3            | i3              | j3              | k3              | l3            | 3 |  |
| 2 | a2            | b2 white pawn   | c2 white pawn   | d2 white pawn   | e2 white pawn             | f2 white pawn | g2             | h2 white pawn | i2 white pawn   | j2 white pawn   | k2 white pawn   | l2            | 2 |  |
| 1 | a1 white rook | b1 white knight | c1 white bishop | d1 white wizard | e1 white upside-down king | f1 white king | g1             | h1 white fool | i1 white wizard | j1 white bishop | k1 white knight | l1 white rook | 1 |  |
|   | a             | b               | c               | d               | e                         | f             | g              | h             | i               | j               | k               | l             |   |  |

شطرنج الساعي أو شطرنج الرسول هي متغيرة شطرنج قديمة يعود أصلها إلى القرن الثاني عشر في ألمانيا حيث عرفت ولُعبت لعدة قرون قبل أن تختفي نهائيا وتسود ممارسة الشطرنج القياسي.
عرفت هذه المتغيرة تغييرات عديدة عن الشطرنج القياسي منها رقعتها الكبيرة وأضيفت لها قطع جديدة وكانت المتغيرة التي شهدت الظهور الأول لقطعة الفيل بحركتها الحديثة حيث كان يطلق عليها اسم الساعي ومنه أخذت المتغيرة اسمها.

## القوانين
يُلعب شطرنج الساعي في رقعة بها ثمانية صفوف وإثنا عشر عمودا، وقد أشارت المصادر أن الرقعة كانت مطعمة منذ البدابة لكن لم يكن هناك ثبات في أيّ المربعات كانت سوداء، وممارستها كانت تتم بشكل أكبر في رقع يكون مربع الجزء السفلي الأيمن لللاعب أبيضا.
هدف اللعبة هو إماتة ملك الخصم كما في الشطرنج القياسي، وقطع هذه المتغيرة وتموضعها كالتالي:
|   | a             | b               | c               | d               | e                         | f             | g              | h             | i               | j               | k               | l             |   |  |
| 8 | a8 black rook | b8 black knight | c8 black bishop | d8 black wizard | e8 black upside-down king | f8 black king | g8 black queen | h8 black fool | i8 black wizard | j8 black bishop | k8 black knight | l8 black rook | 8 |  |
| 7 | a7 black pawn | b7 black pawn   | c7 black pawn   | d7 black pawn   | e7 black pawn             | f7 black pawn | g7 black pawn  | h7 black pawn | i7 black pawn   | j7 black pawn   | k7 black pawn   | l7 black pawn | 7 |  |
| 6 | a6            | b6              | c6              | d6              | e6                        | f6            | g6             | h6            | i6              | j6              | k6              | l6            | 6 |  |
| 5 | a5            | b5              | c5              | d5              | e5                        | f5            | g5             | h5            | i5              | j5              | k5              | l5            | 5 |  |
| 4 | a4            | b4              | c4              | d4              | e4                        | f4            | g4             | h4            | i4              | j4              | k4              | l4            | 4 |  |
| 3 | a3            | b3              | c3              | d3              | e3                        | f3            | g3             | h3            | i3              | j3              | k3              | l3            | 3 |  |
| 2 | a2 white pawn | b2 white pawn   | c2 white pawn   | d2 white pawn   | e2 white pawn             | f2 white pawn | g2 white pawn  | h2 white pawn | i2 white pawn   | j2 white pawn   | k2 white pawn   | l2 white pawn | 2 |  |
| 1 | a1 white rook | b1 white knight | c1 white bishop | d1 white wizard | e1 white upside-down king | f1 white king | g1 white queen | h1 white fool | i1 white wizard | j1 white bishop | k1 white knight | l1 white rook | 1 |  |
|   | a             | b               | c               | d               | e                         | f             | g              | h             | i               | j               | k               | l             |   |  |

- القلعة وتتحرك مثل القلعة الحالية وتوضع في زوايا الرقعة في المربعات a1 a8 l1 l8.
- الحصان ويتحرك مثل الحصان الحالي ويوضع في في المربعات b1 b8 k1 k8 بجوار القلعة.[2]
- الفيل أو الأسقف ويتحرك مربعين قطريا مثل حركته في الشطرنج القديم، ويوضع في المربعات c1 c8 j1 j8 بجوار الحصان.
- الساعي أو العداء ويتحرك مثل الفيل الحالي بعدد اختياري من المربعات قطريا منه أخذت المتغيرة اسمها، ويوضع في في المربعات d1 d8 i1 i8 بجوار الفيل.
- المستشار أو التابع المخلص ويتحرك مثل الملك الحالي مربع واحد في أي اتجاه، ويوضع في المربعينe1 e8 بجوار الفيل والملك وعلى عكس الملك يمكن أخذه.
- الملك ويتحرك مثل الملك الحالي مربع واحد في أي اتجاه، ويوضع في مربع من نفس لونه وهما f1 f8، لا يمكن للملك التحرك لمربع مهدد من قبل الخصم والتبييت غير موجود.
- الفرز أو الملكة وتتحرك مثل الفرز مربعا واحدا قطريا وتوضع في المربعين g1 g8 بجوار الملك.
- الجاسوس أو المتسلل أو المهرّب ويتحرك مثل الوزير مربعا واحد إما أفقيا أو عموديا ويوضع في المربعين h1 h8 بجوار الفرز.
- الصف الثاني لكل لاعب مملوء بالبيادق والتي تتحرك مثل البيادق الحالية مربع واحد إلى الأمام وتأخذ بحركة واحدة قطريا للأمام، لا توجد حركة نقلتين للبيدق في البداية، والقانون الأصلي للترقية غير معروف، لكن القانون السائد آنذاك هو ترقية البيدق البالغ للصف الثامن إلى فرز.[3]

في بداية اللعب يجب على لاعب تحريك بيدقي قلعتيه وبيدق فرزه وفرزه مربعين إلى الأمام (أنظر الشكل الأول)، وكانت هذه النقلة تعرف باسم "Freudensprung" أو نقلة المرح.

## تاريخ

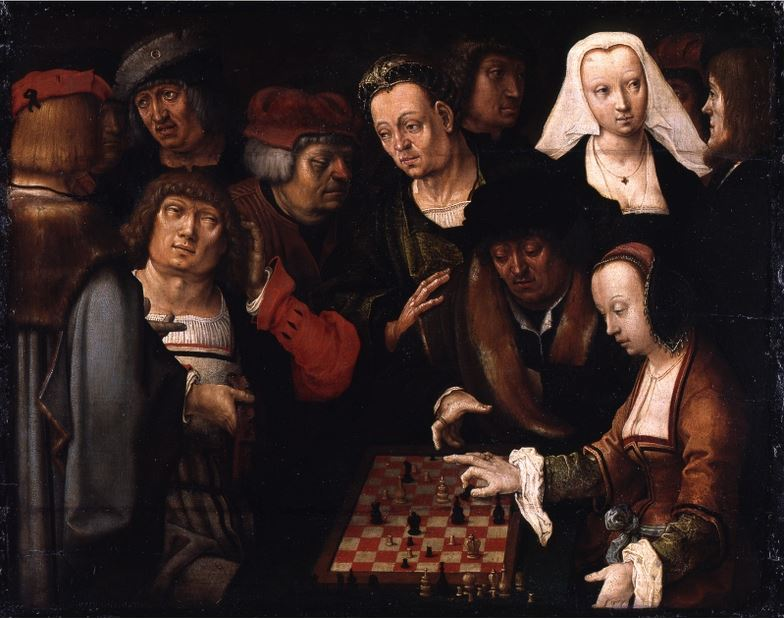
لوحة "لاعبو الشطرنج" بواسطة لوكاس فان ليدن 1510.

ذكر فيرن فون غرافنبرغ شطرنج الساعي في قصيدته Wigalois في بداية القرن الثالث عشر وتوقع من قرائه أن يعرفوا عما يتحدث، وبعد مئة سنة ذكر هينرش فون برينجين في مقدمته أن شطرنج الساعي تحسين للشطرنج وفي نفس القرن (الرابع عشر) قال كونرات فون أمنهوسن أنه رأى مرة في كونستانس لعبة شطرنج لها 16 عشر قطعة إضافية عن «الشطرنج الصحيح»: كل جانب له مومس، ساعيان، مستشار، وأربعة قطع إضافية. وأضاف أنه لم ير قط هذه اللعبة في مكان آخر لا في بروفنس ولا فرنسا ولا غراوبوندن 
وبعد وقت قصير من عام 1475 قام أحدهم بتبديل قطعة الساعي في الشطرنج القياسي مكان قطعة الفيل القديمة وأعطى الملكة حركتها الجديدة وهي توليفة بين حركة الساعي والقلعة  واصبحت هذه اللعبة أكثر متعة من شطرنج القرون الوسطى وسرعان ما جلعت اللعبة القديمة تتلاشى ، تمت تجربة عدة تحسينات أخرى من الحركة الاختيارية المضاعفة للبيادق في أول نقلة للمباراة، وكان هذا القانون في البداية محصورا على بيادق الملك والملكة والقلاع ثم امتدت تدريجيا إلى البيادق الأخرى.
في بداية القرن السادس عشر قام لوكاس فان ليدن في هولندا برسم لوحة سميت «لاعبو الشطرنج» والتي تظهر فيها امرأة وهي تهزم رجلا في شطرنج الساعي، في كتابه لعبة الشطرنج أو لعبة الملك "Das Schach- oder Königs-Spiel" قام الدوق غوستاف سيلينوس سنة 1916 بذكر أن شطرنج الساعي هو أحد ثلاثة أشكال للشطرنج كانت تلعب في قرية ستروبك بالقرب من هلبرشتات بولاية ساكسونيا أنهالت ألمانيا ووصفها بالتفصيل وأعطى صورا لقطعها وكانت الأسماء التي اعطاها لا تطابق دائما أشكال القطع في الرسومات والقطعة التي سميت Schleich صورت وكانها مهرج البلاط. في 1821 ذكر هـ.غ. ألبرت أن شطرنج الساعي مازالت تلعب في ستروبيك وأن بعض القطع زادت في قوة حركتها لكن بعد عدة سنين وجد زائرون أخرون أن شطرنج الساعي تم التخلي عنها هناك. في 1883 قام نادي شطرنج محلي بإحياء اللعبة بنسختها الحديثة.

## القوانين الحديثة
حاول ألبرز تشهير اللعبة في ألمانيا سنة 1821 بقوانين محدثة. وضعية البداية نفسها وضعية ساعي الشطرنج القديمة بحيث حركات الملك، الملكة، الساعي (الفيل الحالي) الحصان والقلعة مماثلة لحركتها الحالية. الأسقف أو الرامي (المجاور للفيل) يمكنه التحرك بمربع قطريا أو القفز قطريا للمربع الثاني، الأحمق الذي يجاور الملكة يتحرك بمربع في أي اتجاه، الحكيم الذي يجاور الملك حركته يوليفة بين حركة الأحمق والحصان، البيادق تتحرك وتأخذ مثل البيادق الحالية باستثناء أنه حين تصل للصف الثامن يجب أن تبقى هناك لنقلتين قبل أن تتم ترقيتها لقطعة.
التبييت مسموح إن كانت كل المربعات بين الملك والقلعة فارغة وغير معرضة لهجوم وأن لا يكونا قد تحركا من قبل وأن لا يكون قد تم تنفيذ كش للملك من قبل وأن لا تتعرض القلعة للأخذ بعد التببيت، ويتم بأن يتحرك الملك لمربع الفيل وتقفز القلعة فوقه نحو مربع الساعي في أي جهة يريد  لم يتم الحفاظ على قانون الردب حيث لم يتم الفصل في الأمر بالمانيا حتى القرن التاسع عشر.
محاولات جديدة لاحقة لتحديث اللعبة بدأت من قبل بول بايواي 1971، وذلك لجعلها متوافقة كليا مع اتفاقات الاتحاد الدولي للشطرنج الحديثة، وكذلك كليمنت بيغنز الذي اقترح بعض التعديلات الطفيفة في أسماء قطعتي المستشار والرامي وحركتهما ووضعية الملك في البداية.

## روابط خارجية
- شطرنج الساعي على موقع متغيرات الشطرنج
- لعبة الساعي بنسختها الحديثة على موقع متغيرات الشطرنج

### هوامش
1. ↑  Murray 1913, p. 392
2. ↑  Bell 1960, 1979, p. 62
3. ↑  Bell 1960, 1979, p. 63
4. ↑  Murray 1913, p. 438
5. ↑  Murray 1913, pp. 483–84
6. ↑  Murray 1913, pp. 776–77
7. ↑  Eales 1985, p. 72
8. ↑  Murray 1913, Chapter XI
9. ↑  Murray 1913, p. 852
10. ↑  لعبة الساعي موقع متغيرات الشطرنج نسخة محفوظة 17 يناير 2018 على موقع واي باك مشين.
11. ↑  Verney, p. 154
12. ↑  Murray 1913, p. 853
13. ↑  لعبة الساعي المعدلة بواسطة كليمنت ببيغنز اطلع عليها بتاريخ 03-02-2017 نسخة محفوظة 15 يوليو 2016 على موقع واي باك مشين.